# Scott Reuben
Scott S. Reuben (* 1959) ist ein US-amerikanischer Professor für Anästhesie und Schmerztherapie.
Reuben galt als einer der Begründer des Konzeptes der multimodalen Analgesie (auch als präemptive Analgesie bezeichnet). Dieses besagt, dass sich durch die frühzeitige Verabreichung einer Kombination von Schmerzmitteln vor einem Schmerzereignis, etwa einer Operation, eine Aktivierung und Sensibilisierung des Schmerzleitungssystems verhindert werden soll. Reuben favorisierte dabei vor allem Wirkstoffe aus der Gruppe der COX-2-Hemmer.
Im Frühjahr 2009 wurde durch Zufall (die Zustimmung der Ethikkommission zu einer Studie fehlte) aufgedeckt, dass Reuben, der am Baystate Medical Center in Springfield (Massachusetts) arbeitete und forschte, in großem Maßstab Daten für seine Studie erfunden bzw. gefälscht hatte. In der Folge wurden 21 von 72 Publikationen des Forschers seit 1996 als Fälschungen identifiziert und von den publizierenden Zeitschriften zurückgenommen. Möglicherweise spielt die Förderung durch Pharmakonzerne, die COX-2-Hemmer herstellen (Pfizer, Merck) eine Rolle bei Reubens Verhalten. Dieser bisher größte bekannte Fälschungsskandal im Fachgebiet Anästhesie erschütterte weithin das Vertrauen in Forschung und Publikationswege speziell in der Medizin, aber auch der Wissenschaft allgemein.
Reuben wurde wegen Betrugs zu sechs Monaten Gefängnis, 50.000 USD Strafe sowie zum Ersatz von über 360.000 USD an die pharmazeutischen Firmen verurteilt, die seine Forschungen finanziert hatten.
Die Arbeiten von Reuben waren auch in die evidenzbasierte medizinische Leitlinie Behandlung akuter perioperativer und posttraumatischer Schmerzen der deutschen interdisziplinäre Vereinigung für Schmerztherapie eingegangen (vier gefälschte von sieben zitierten Publikationen). Diese hatten jedoch nach Aussagen der Autoren keinen Einfluss auf Kernaussagen der betreffenden Abschnitte, eine Entfernung der zitierten Arbeiten wurde vorgenommen.